# Mex Schlüpfer
Mex Schlüpfer ist ein deutscher Schauspieler und Regisseur.

## Leben
Mex Schlüpfer war Ensemblemitglied der Volksbühne am Rosa-Luxemburg-Platz in Berlin. Er spielte hauptsächlich unter Regie des Intendanten Frank Castorf.

## Theatrografie (Auswahl)
- 2009: Ozean von Friedrich von Gagern, Regie: Frank Castorf, Volksbühne Berlin
- 2010: Pastor Ephraim Magnus von Hans Henny Jahnn, Regie: Silvia Rieger, Volksbühne Berlin
- 2010: Die Soldaten von Siegfried Lenz, Regie: Frank Castorf, Volksbühne Berlin
- 2010: Nach Moskau, nach Moskau! nach Anton Tschechow, Regie: Frank Castorf, Volksbühne Berlin
- 2010: Das Badener Lehrstück vom Einverständnis von Bertolt Brecht, Regie: Frank Castorf, Volksbühne Berlin
- 2010: Der Kaufmann von Berlin von Walter Mehring, Regie: Frank Castorf, Volksbühne Berlin
- 2011: Die Mutter von Bertolt Brecht, Regie: Silvia Rieger, Volksbühne Berlin
- 2011: Der Spieler nach Fjodor Dostojewskij, Regie: Frank Castorf, Wiener Festwochen
- 2014: Kaputt nach Curzio Malaparte, Regie: Frank Castorf, Volksbühne Berlin
- 2014: Ach Volk, du obermieses von Jürgen Kuttner und André Meier, Regie: Jürgen Kuttner, Volksbühne Berlin
- 2016: Judith nach Friedrich Hebbel, Regie: Frank Castorf, Volksbühne Berlin

## Filmografie (Auswahl)
- 2010: Lady Europa, Regie: Aurelio Toni Agliata
- 2012: Über rauhem Grund, Kurzfilm, Regie: Youdid Kahveci
- 2013: Parkplatzliebe, Kurzfilm, Regie: Peter Meister
- 2015: Berlin Metanoia, Kurzfilm, Regie: Erik Schmitt
- 2017: Königin von Niendorf, Regie: Joya Thome
- 2020: Notes of Berlin, Regie: Mariejosephin Schneider
- 2021: Nebenan, Regie: Daniel Brühl
- 2024: Sterben für Beginner (Fernsehfilm)

## Inszenierungen (Auswahl)
- 2018: Leise nach Jerusalem von Mex Schlüpfer, Zionskirche Berlin

## Hörspiele (Auswahl)
- 2010: Jakob Arjouni: Der heilige Eddy (Arkadi) – Bearbeitung und Regie: Judith Lorentz (DKultur)